# 天梯竞技
天梯竞技（英語：ladder tournament，也称ladder competition或pyramid tournament）也称天梯比赛、天梯系统，是一种游戏和体育比赛的tournament竞技匹配系统。与许多淘汰制比赛不同的是，天梯比赛可以无限继续进行。

## 描述
竞争通过一个挑战系统进行。任何玩家都可以在天梯上挑战比自己高级别的玩家。挑战一般不应该或不能被拒绝。如果位置较低的选手赢得比赛，则两名选手交换梯子上的位置。如果较低位置的玩家输掉比赛，那么他可能不能再挑战同一人，必须先挑战其他人。一般会有限制避免玩家挑战评级显著高于自己的玩家。一个天梯刚建立时，通常做法是把较有经验的玩家放在梯子底部，使他们参与轮次。
天梯挑战体系会遇到两个问题。首先，当比赛结束或经过很长时间时，排名不一定反映参与者的真实名次，因为不能保证其已经受足够多且适当的挑战从而被正确排序。但是，如果参与人数和比赛时间两者得到适当的规定，则产生一个有代表性的排名，其次，一些参与者可能比其他其他人做出或遭遇更频繁的挑战，这使得所有参与者的比赛次数并不一致。

## 例子
下例是一个天梯竞技的示例。请注意，下面的三张图片显示的是相同的竞技匹配情况，每个级别各使用独特的颜色。
|  |  |  |

参与者可以挑战与自己的级别相同的参与者或高一级的参与者。

## 拓展阅读
- Rokosz, Francis M. .  2nd. C.C. Thomas. 1993.